# Megan Boone
Megan Boone (ur. 29 kwietnia 1983 r. w Petoskey, Michigan) – amerykańska aktorka. Popularność przyniosły jej role w horrorze Krwawe walentynki 3D (My Bloody Valentine 3D) oraz w serialu Czarna lista (The Blacklist).

## Filmografia
- 2009: Krwawe walentynki 3D
- 2012: Step Up 4 Revolution
- 2013: Obóz integracyjny
- 2013: Czarna Lista